# 鄭淑璋
鄭淑璋（?—?），福建省福州府侯官縣人，清朝政治人物、進士出身。
光緒九年（1883年），参加癸未科殿試，登進士二甲84名。同年五月，改翰林院庶吉士。光緒十二年四月，散館，俱著以部属用。